# Jávor László (költő)
Jávor László, szül. Schwartz (Budapest, Erzsébetváros, 1903. május 4. – Cannes, 1992. december 2. ) magyar újságíró, szövegíró, költő, festőművész, a Szomorú vasárnap c. dal szövegének szerzője (1934).

## Élete
Schwartz László néven született izraelita vallásúként 1903. május 4-én, Budapesten, az Erzsébetvárosban. Apja a tápiószentmártoni születésű 26 éves szabósegéd, Schwartz Sámuel, anyja a deméndi születésű Roth Eszter volt. Apja harcolt az első világháborúban, tűzharcos volt. Jávor Lászlónak Magyarországon 1934-ben Szomorú vasárnap címmel verseskötete jelent meg, s írt egy regényt is, azonos címmel. 1933-as Szomorú vasárnap című dalszövegét Seress Rezső zenésítette meg, mely Gloomy Sundayként világkarriert futott be (az "öngyilkosok himnusza").
Az 1920-as években többször beperelték, általában sajtó útján elkövetett rágalmazás vétsége címén, 1938-ban Nyugatra költözött, egykori jó barátja, Ritter Aladár újságíró szerint részt vett az ellenállási mozgalomban, s börtönbüntetést is szenvedett. 1947-ben a Francia Akadémia Pálmája díjat vehette át. 1954-ben New Yorkban Az Ember című lap szerkesztőbizottságában működött, a folyóirat publikálta írásait. Később Dél-Franciaországban élt.

## Kiadványok
- Szomorú vasárnap. Jávor László 31 verse; Horizont, Bp., 1934
- Szomorú vasárnap. Egy szerelem regénye; Nova, Bp., 1937
- Café Narkózis. Versek és dalok; szerzői, Páris, 1954

### Cikkek
- Izraeli Futár; 1954. júl. (s. ö.)
- Izraeli Futár; 1962/15. (s.)
- Izraeli Futár; 1998/12. (Szilágyi Gy.)

### Levéltári anyagok
- HU BFL - VII.18.d - 05/1514 - 1926
- HU BFL - VII.18.d - 05/0468 - 1927
- HU BFL - VII.18.d - 05/0306 - 1927
- HU BFL - VII.171.a - 1929 - 0161